# 道渕諒平
道渕 諒平（みちぶち りょうへい、1994年6月16日 - ）は、宮城県仙台市出身のサッカー選手。セルビア・プルヴァ・リーガ・FKスメデレヴォ1924所属。ポジションはミッドフィールダー。
Kリーグ時代の登録名は諒平（ハングル: 료헤이）。

## 来歴

### プロ入り前
仙台市立中野中学校時代からベガルタ仙台の下部組織に所属、宮城野高校を経て明治大学農学部生命科学科に進学。4年時の総理大臣杯全日本大学サッカートーナメントでは決勝まで進み、決勝では1-0の決勝ゴールをあげる活躍で優勝に貢献した。リーグ戦形式で行われる関東大学サッカーリーグでも優勝を果たし、2冠を達成して自身もベストイレブンにも選出された。

### ヴァンフォーレ甲府
2017年、明治大学卒業後、ヴァンフォーレ甲府に加入。6月4日、第14節のベガルタ仙台戦では地元・仙台に凱旋して後半途中から出場した。
2017年7月23日、東京都江東区で知人女性に殴る蹴るなどの暴行を加えたとして、暴行容疑で警視庁に逮捕された。その後8月3日に処分保留で釈放された。8月31日に不起訴処分となったことを受けて、甲府は2017年シーズンの公式戦出場停止などの処分を発表した。

### ベガルタ仙台
2019年、ベガルタ仙台に完全移籍。25試合に出場し、5得点を挙げた。
2020年10月20日発売の週刊誌『FLASH』が、道渕が交際相手への傷害容疑で同年9月7日に宮城県警察に逮捕されていたと報じた。道渕は8月15日のJ1リーグ第10節清水戦に交代出場した後1か月以上公式戦の出場がなかったものの、9月20日の第17節FC東京戦からはJ1リーグ戦に7戦連続出場、特に第19節以降は10月18日の第23節浦和戦まで5試合連続先発出場していたが、10月20日、ベガルタ仙台は、当該記事にクラブが認知していなかった事実など、クラブの秩序、風紀を著しく乱す内容が含まれていたことから、道渕本人に事実関係を確認した上で、同日付で契約を解除した。

### 忠南牙山FC
2021年2月22日、Kリーグ2の忠南牙山FCが道渕の加入を発表した。加入にあたってクラブは「クラブ内部でも深みのある議論と多角的な検討を行った末に加入を進めた。社会的な物議を醸したことは否定できないが、トレーニング期間中に選手の態度を継続的に見て、面談を通じて選手の確実な変化の感じ、社会的に問題を起こして選手およびクラブの品位を落とす行為をしないという確約を受けて契約した」とし、「クラブも選手全員に対して教育を進めて事件事故発生の防止に最善を尽くし、選手本人も過去の過ちを反省し模範になるように努力する」との声明を発表している。
その後、過去の交際女性への暴力や逮捕歴を問題視した韓国の女性団体や市民団体が「諒平退団のための共同行動」として集会を開き、道渕の即時退団を求めて牙山市で抗議デモを行ない、これら抗議運動の拡大を受け、忠南牙山FCのイ・ウンジョン代表取締役は謝罪したうえで道渕を退団させる意向を表明、5月31日に契約終了を発表した。

### FKラドニチュキ・ニシュ
2021年6月24日、セルビア・スーペルリーガのFKラドニチュキ・ニシュが道渕の加入を発表した。
加入1シーズン目の2021-22シーズンはリーグ戦35試合3ゴール4アシストと活躍しラドニチュキのUEFAヨーロッパカンファレンスリーグ予選出場権獲得に貢献した。
しかし2022-23シーズンはリーグ戦で開幕から4試合連続で出場して以降出場機会がなくなり、冬にクラブを退団した。

### バルザンFC
2023年5月、マルタ・プレミアリーグのバルザンFCに加入した。

### セメン・パダンFC
2024年7月10日、インドネシアリーガ1のセメン・パダンFCへ移籍。

### FKスメデレヴォ1924
2025年1月26日、セルビア・プルヴァ・リーガのFKスメデレヴォ1924が道渕の加入を発表した。

## 所属クラブ
ユース経歴
- なかのFC（仙台市立中野栄小学校）
- ベガルタ仙台Jr.ユース（仙台市立中野中学校）
- ベガルタ仙台ユース（宮城県宮城野高等学校）
- 明治大学

プロ経歴
- 2017年 - 2018年  ヴァンフォーレ甲府
- 2019年 - 2020年  ベガルタ仙台
- 2021年  忠南牙山FC
- 2021年 - 2022年  FKラドニチュキ・ニシュ
- 2023年 - 2024年  バルザンFC
- 2024年 - 2025年  セメン・パダンFC
- 2025年 -  FKスメデレヴォ1924

## 個人成績
| 国内大会個人成績 | 国内大会個人成績     | 国内大会個人成績 | 国内大会個人成績 | 国内大会個人成績 | 国内大会個人成績 | 国内大会個人成績 | 国内大会個人成績 | 国内大会個人成績 | 国内大会個人成績 | 国内大会個人成績 | 国内大会個人成績 |
| 年度             | クラブ               | 背番号           | リーグ           | リーグ戦         | リーグ戦         | リーグ杯         | リーグ杯         | オープン杯       | オープン杯       | 期間通算         | 期間通算         |
| 年度             | クラブ               | 背番号           | リーグ           | 出場             | 得点             | 出場             | 得点             | 出場             | 得点             | 出場             | 得点             |
| 日本             | 日本                 | 日本             | 日本             | リーグ戦         | リーグ戦         | リーグ杯         | リーグ杯         | 天皇杯           | 天皇杯           | 期間通算         | 期間通算         |
| ---------------- | -------------------- | ---------------- | ---------------- | ---------------- | ---------------- | ---------------- | ---------------- | ---------------- | ---------------- | ---------------- | ---------------- |
| 2017             | 甲府                 | 18               | J1               | 4                | 0                | 6                | 0                | 1                | 0                | 11               | 0                |
| 2018             | 甲府                 | 18               | J2               | 27               | 2                | 9                | 0                | 4                | 0                | 40               | 2                |
| 2019             | 仙台                 | 18               | J1               | 25               | 5                | 8                | 0                | 1                | 0                | 34               | 5                |
| 2020             | 仙台                 | 18               | J1               | 13               | 1                | 1                | 0                | -                | -                | 14               | 1                |
| 韓国             | 韓国                 | 韓国             | 韓国             | リーグ戦         | リーグ戦         | リーグ杯         | リーグ杯         | FA杯             | FA杯             | 期間通算         | 期間通算         |
| 2021             | 忠南牙山             | 17               | K2               | 7                | 2                | -                | -                | 0                | 0                | 7                | 2                |
| セルビア         | セルビア             | セルビア         | セルビア         | リーグ戦         | リーグ戦         | リーグ杯         | リーグ杯         | オープン杯       | オープン杯       | 期間通算         | 期間通算         |
| 2021-22          | ラドニチュキ・ニシュ | 18               | スーペル         | 35               | 3                | -                | -                | 1                | 0                | 36               | 3                |
| 2022-23          | ラドニチュキ・ニシュ | 18               | スーペル         | 4                | 0                | -                | -                | 0                | 0                | 4                | 0                |
| マルタ           | マルタ               | マルタ           | マルタ           | リーグ戦         | リーグ戦         | リーグ杯         | リーグ杯         | オープン杯       | オープン杯       | 期間通算         | 期間通算         |
| 2023-24          | バルザン             | 18               | プレミア         | 22               | 1                | -                | -                | 1                | 0                | 27               | 1                |
| インドネシア     | インドネシア         | インドネシア     | インドネシア     | リーグ戦         | リーグ戦         | リーグ杯         | リーグ杯         | オープン杯       | オープン杯       | 期間通算         | 期間通算         |
| 2024-25          | セメン・パダン       | 7                | リーガ1          |                  |                  | -                | -                |                  |                  |                  |                  |
| 通算             | 日本                 | 日本             | J1               | 42               | 6                | 15               | 0                | 2                | 0                | 59               | 6                |
| 通算             | 日本                 | 日本             | J2               | 27               | 2                | 9                | 0                | 4                | 0                | 40               | 2                |
| 通算             | 韓国                 | 韓国             | K2               | 7                | 2                | -                | -                | 0                | 0                | 7                | 2                |
| 通算             | セルビア             | セルビア         | スーペル         | 39               | 3                | -                | -                | 1                | 0                | 40               | 3                |
| 通算             | マルタ               | マルタ           | プレミア         | 22               | 1                | -                | -                | 1                | 0                | 27               | 1                |
| 通算             | インドネシア         | インドネシア     | L1               |                  |                  | -                | -                |                  |                  |                  |                  |
| 総通算           | 総通算               | 総通算           | 総通算           | 137              | 14               | 24               | 0                | 8                | 0                | 173              | 14               |

- Jリーグ初出場 - 2017年2月26日 J1第1節 vsガンバ大阪（市立吹田サッカースタジアム）
- Jリーグ初得点 - 2018年6月20日 J2第17節 vsアルビレックス新潟（デンカビッグスワンスタジアム）

- 1,2. ^ UEFAヨーロッパカンファレンスリーグ予選4試合出場（0ゴール）。

## タイトル

### チーム
明治大学
- 関東大学サッカーリーグ戦（2016年）
- 総理大臣杯全日本大学サッカートーナメント（2016年）

### 個人
- 関東大学サッカーリーグ・ベストイレブン（2016年）

## 代表歴
- 関東大学選抜A
  - デンソーカップサッカー（2013年）
  - デンソーカップサッカー（2016年）